# Умри, но не сейчас
«Умри, но не сейчас» (англ. Die Another Day) — двадцатый фильм из серии фильмов про вымышленного агента 007 британской разведки Джеймса Бонда, чью роль в четвёртый и последний раз исполнил Пирс Броснан.
Выпуск фильма состоялся в 2002 году, в год 40-летия бондианы из-за чего содержит отсылки ко всем предыдущим фильмам серии, а также к некоторым романам про Бонда.

## Сюжет
В прологе фильма трое агентов британской спецслужбы МИ-6, включая Джеймса Бонда, проникают на территорию демилитаризованной зоны, разделяющей Северную и Южную Корею, с целью убить северокорейского полковника Тан-Сун Муна, нелегально поставляющего оружие на Запад в обмен на алмазы. 
Агенты перехватывают контрабандистов и выдают себя за них перед Муном на военной базе близ границы с Южной Кореей. Перед этим Бонд кладет взрывчатку C4 в кейс с алмазами. Однако Бонда разоблачают и захватывают в плен, чтобы затем убить. При помощи своих часов Бонд взрывает ящик с кейсом, серьёзно ранив северокорейского специального агента и сообщника Муна — Цао. Завязывается гонка на судах на воздушной подушке, сопровождаемая перестрелкой, в конце которой Тан-Сун Мун падает с обрыва в реку и предположительно погибает, а Бонд оказывается схвачен северокорейскими войсками под предводительством генерала Муна, отца Тан-Суна.
14 месяцев агент провел в плену у корейцев. Генерал Мун знал, что у сына был контакт на Западе, и пытался пытками и допросами узнать от агента 007 его имя. Однако Бонд не сдался, и в конечном итоге его обменяли британской стороне на Цао, схваченного ранее на территории Южной Кореи после совершения ряда диверсий. Лицо Цао изуродовано алмазами после взрыва, устроенного Бондом. M сообщает Бонду, что тот отстранён от работы в МИ-6, и его отправляют в дознавательный центр на Фолклендах. Однако Бонд, недовольный тем, что Цао выдали Северной Корее, бежит из больницы на корабле в Гонконге, в которой его содержали, и решает сам завершить дело.
Бонд узнаёт, что Цао проходит курс лечения в частной клинике доктора Альвареса на Кубе, и отправляется туда. Там он знакомится с агентом американской спецслужбы АНБ Джасинтой Джонсон по прозвищу Джинкс. Джеймс проникает в клинику Альвареса и пытается допросить Цао. Но Джинкс в это время убивает доктора Альвареса и устраивает взрыв в клинике, дав шанс Цао сбежать, оставив на месте убийства пригоршню алмазов. Через эти алмазы Бонд выходит на человека по имени Густав Грейвз — миллионера, открывшего месторождения алмазов в Исландии. Но, как узнаёт Бонд, на самом деле эти алмазы добыты в зоне конфликта в Сьерра-Леоне.
В Лондоне Джеймс знакомится с Грейвзом. При первом же знакомстве Грейвз вызывает его на дуэль на шпагах. Тем временем M решает вернуть Бонда в МИ-6 и вместе с агентом Мирандой Фрост отправляет в Исландию, на показ Грейвза в его ледяном дворце. Туда же прибывает Джинкс, выдающая себя за журналистку. Грейвз демонстрирует свой космический спутник — «Икар», способный концентрировать солнечные лучи и направлять их на Землю. Он преподносит миру своё изобретение как благо для всего человечества, однако сам намеревается использовать его как мощное и разрушительное оружие. Бонд выясняет, что на самом деле Грейвз никто иной, как Тан-Сун Мун, сильно изменивший свою внешность, а «Икар» ему нужен для захвата Южной Кореи. Помимо этого 007 узнает, что Мун и Цао лишились возможности сна из-за пластической операции.
Джеймс и Миранда проводят ночь вместе. Грейвзу и Цао удаётся схватить Джинкс. Помощник Цао собирается убить Джинкс с помощью лазера, но её спасает Бонд, убив бандита. После этого 007 вместе с Мирандой пробирается в оранжерею Руперта, где они арестовывают Грейвза. Но Фрост переходит на сторону полковника: как оказалось это она выдала агентов МИ-6 Муну 14 месяцев назад и готовится убить Бонда. К счастью, 007 с помощью ультразвукового кольца Q разрушает стеклянный пол оранжереи и пытается бежать на ракетомобиле Грейвза. Используя «Икар», Тан-Сун Мун растапливает ледник, по которому едет Бонд. Благодаря своим навыкам сёрфингиста, 007 удерживается на гигантской волне, поднятой взрывом.
Тогда же Грейвз запирает Джинкс во дворце, чтобы утопить ее, а сам улетает на самолёте северокорейских ВВС. Бонд на своём автомобиле пытается найти американку, но на него внезапно нападает Цао на Jaguar XKR с тепловизором и ракетами. Aston Martin переворачивается, но Бонд восстановливает равновесие с помощью катапульты, а затем уничтожает ракеты Цао, включив самонаводящиеся пулемёты. 007 заезжает в разрушающийся дворец, заманивая за собой Цао. Цао пытается протаранить его, но агент включает функцию невидимости и с помощью шипов закрепляется на стене. Jaguar просто проламывает стену, а затем раскалывает ледяной пол входного зала дворца и тонет. Цао раздавлен ледяной люстрой, опору которой отстрелил 007. Бонд спасает Джинкс, а затем отправляется на базу Армии США в Южной Корее.
С помощью реактивных ранцев Q, Бонд и Джинкс летят на аэродром в Северной Корее, и в последний момент проникают на самолёт Грейвза.
«Икар» атакует Южную Корею. Тан-Сун Мун убивает своего отца, потрясённого агрессивными действиями сына, которые могли привести к ядерной войне США против КНДР.
Бонд нападает на полковника и вызывает на самолёте разгерметизацию. Джинкс убивает пилота и берёт управление самолётом, но её находит Миранда Фрост и хочет убить рапирой, перед этим включив автопилот, из-за чего самолёт попадает под луч спутника и получает сильные повреждения. Бонд выбрасывает Грейвза за борт, открыв его же парашют и бьёт его же электрошокером, из-за чего злодей срывается и попадает в турбину самолёта.
Со смертью Муна-Грейвза «Икар» отключается.
Миранда и Джинкс сражаются на рапирах, американка одерживает победу.
Благодаря вертолёту в хвостовой части самолёта, 007 и Джинкс спасаются за секунду до взрыва. Также из самолета выпадают дорогостоящие автомобили из коллекции Тан-Сун Муна: желтая Ferrari F355 и красная Lamborghini Diablo.
В финальной сцене Бонд и Джинкс занимаются любовью в доме на берегу океана где-то в Южной Корее.

## В ролях
| Актёр                         | Роль                       | Описание персонажа |
| ----------------------------- | -------------------------- | --- |
| Пирс Броснан                  | Джеймс Бонд                | Агент МИ-6, которого предают в ходе задания, а затем увольняют в связи с обвинениями в передаче информации Северной Корее. |
| Хэлли Берри                   | Джиакинта «Джинкс» Джонсон | Агент АНБ, работающая с Бондом для поимки Цао и выяснения его связей с таинственным Густавом Грейвзом. Берри описала свой персонаж, Джинкс, как «более современную», чем её предшественницы и «следующий шаг в эволюции женщины в бондиане». |
| Тоби Стивенс                  | Густав Грейвз              | Он же Тан-Сун Мун, изменивший внешность. Выдает себя за британского алмазного магната, создавшего спутник, использующий бриллианты для ночного псевдосолнечного освещения. |
| Рик Юн                        | Цао                        | Северокореец, помогающий Грейвзу осуществлять его планы. Юн описал Цао как одного из самых «экстремально» выглядящих врагов Бонда; для того, чтобы загримировать актёра, в том числе вставить настоящие бриллианты, требовалось 3 часа. |
| Розамунд Пайк                 | Миранда Фрост              | Агент МИ-6 под прикрытием. По поводу съёмок её сцен с Броснаном Пайк сказала: «У нас был фантастический секс». Но продюсеры фильма решили, что большая часть снятого была «слишком жаркой», и эротические сцены были обрезаны. |
| Джуди Денч                    | М                          | Строгая глава МИ-6, которая отзывает лицензию Бонда на убийство, когда он выходит из тюрьмы. |
| Уилл Юн Ли                    | полковник Мун              | Полковник северокорейской армии. |
| Кеннет Цан                    | генерал Мун                | Отец полковника Муна, высокопоставленный офицер северокорейской армии и кавалер Ордена Свободы и Независимости КНДР. Он является активным сторонником мирного воссоединения Северной Кореи с Южной. |
| Джон Клиз                     | Q                          | «Завхоз» МИ-6, который поставляет Бонду многоцелевые транспортные средства и гаджеты, которые могут пригодиться последнему на задании. Клиз играл роль протеже Q — «R» — в фильме «И целого мира мало», и взял на себя роль Q после смерти Десмонда Ллевелина. Он крайне уважительно говорит о своём предшественнике при обсуждении некоторых из его собственных работ. |
| Рэйчел Грант                  | Фонтан Желаний             | Китайский агент, работающая на Чжана под прикрытием массажистки по имени Фонтан Желаний. |
| Эмилио Эчеваррия              | Рауль                      | Директор фабрики по производству сигары в Гаване и агент МИ-6 в запасе. |
| Саманта Бонд                  | мисс Манипенни             | Секретарь М, влюблена в Бонда. |
| Майкл Мэдсен                  | мистер Домиан Фалько       | Высокопоставленный чиновник в АНБ. В 2002 году Мэдсен в интервью заметил, что «это небольшая роль, но она помогает ввести нового персонажа в серию». |
| Михаил Горевой                | Влад Попов                 | Русский учёный, создатель «Икара» (эту роль мог исполнить Виктор Сухоруков, однако он отказался). |
| Колин Сэлмон                  | Чарльз Робинсон            | Заместитель М и союзник Бонда. |
| Симон Андреу                  | доктор Альварез            | Доктор, делающий пластические операции. |
| Мадонна (в титрах не указана) | Верити                     | Тренер по фехтованию и учитель Бонда. |
| Дебора Мур                    | стюардесса в самолёте      | Камео актрисы дочери Роджера Мура, другого исполнителя роли Бонда. |

## Саундтрек
«Die Another Day» — 20-й саундтрек к одноимённому фильму о Джеймс Бонде. Композитором выступил Дэвид Арнольд и выпущен на Warner Bros. Records. В основной партитуре прослеживаются семплы, которые композитор уже использовал в серии «И целого мира мало». Вторая музыкальная тема «Going Down Together». Критики её прозвали романтической, но по замыслу композитора, для романтических эпизодов Манипенни—Бонд создавал тему, которая ранее использовалась в саундтреке The World Is Not Enough под названием «Рождество в Турции». В записи дополнительных музыкальных тем участвовал Пол Окенфольд. Главную песню исполнила Мадонна.

## Критика
Фильм получил преимущественные смешанные отзывы от кинокритиков. 

## Награды
- 2003 — Номинация на премию «Cinescape Genre Face of the Future Award» лучшей актрисе (Розамунд Пайк)
- 2003 — Номинация на премию «Сатурн» лучшему актёру (Пирс Броснан)
- 2003 — Номинация на премию «Сатурн» лучшему актёру второго плана (Тоби Стивенс)
- 2003 — Номинация на премию «Сатурн» лучшей актрисе второго плана (Хэлли Берри)
- 2003 — Номинация на премию «Сатурн» за лучший фильм
- 2003 — Премия «BMI Film Music Award» лучшему композитору (Дэвид Арнольд)
- 2003 — Номинация на премию «Black Reel» лучшей актрисе второго плана (Хэлли Берри)
- 2003 — Премия «Empire Award» лучшему новичку (Розамунд Пайк)
- 2003 — Номинация на премию «Empire Award» лучшей актрисе (Хэлли Берри)
- 2003 — Номинация на премию «Empire Award» за лучший фильм
- 2003 — Номинация на премию «Empire Award» за лучшую экшн-сцену (Пирс Броснан, Тоби Стивенс)
- 2003 — Номинация на премию «Золотой Глобус» за лучшую песню — «Die Another Day».
- 2003 — Номинация на премию «Hollywood Makeup Artist and Hair Stylist Guild Award» за лучший грим (Колин Джемисон)
- 2003 — Премия «Image Award» лучшей актрисе второго плана (Хэлли Берри)
- 2003 — Номинация на премию «Blimp Award» самой желанной женщине (Хэлли Берри)
- 2003 — Номинация на премию «Blimp Award» лучшей актрисе (Хэлли Берри)
- 2003 — Номинация на премию канала «MTV» за лучшую женскую роль (Хэлли Берри)
- 2003 — Номинация на премию «Golden Reel Award» за лучший монтаж звука
- 2003 — Номинация на премию «PFCS Award» за лучшую песню — «Die Another Day»
- 2003 — Премия «Золотая малина» за худшую женскую роль второго плана (Мадонна)
- 2003 — Номинация на премию «Золотая малина» за худшую песню — «Die Another Day»
- 2003 — Номинация на премию «Golden Satellite Award» за лучшую песню — «Die Another Day»
- 2003 — Номинация на премию «Teen Choice Award» лучшей актрисе (Хэлли Берри, как и за фильм «Люди Икс-2»)
- 2003 — Номинация на премию «VES Award» лучшему модельеру (Джон Ричардсон)
- 2003 — Номинация на премию «VES Award» за лучшие визуальные эффекты (Крис Корбольд)
- 2003 — Премия «Taurus Award» за лучшую экшн-сцену
- 2010 — Номинация на премию «Золотая малина» за худшую актрису десятилетия (Мадонна)

## Факты
- Арктические сцены, включая погоню на льду, снимались на заливе Йёкюльсаурлоун в Исландии[8].
- Когда Бонд впервые встречает персонажа Хэлли Берри, он видит её выходящей из воды в оранжевом бикини с поясом. Это отсылка к первому фильму бондианы «Доктор Ноу», где так из воды появлялась первая девушка Бонда Урсула Андресс, с той лишь разницей, что её бикини было белым[9].
- В 2002 году Раймонд Бенсон написал одноимённый кинороман «Умри, но не сейчас».
- Фильм вызвал противоречивые отклики в Восточной Азии. Правительству Северной Кореи не понравилось изображение КНДР как агрессивной и страдающей от голода страны. Южнокорейцы бойкотировали 145 театров, где он был показан 31 декабря 2002 года, так как были оскорблены сценой, где американский офицер отдаёт приказы южнокорейской армии, и любовной сценой у статуи Будды. Буддийский орден Чоге выступил с заявлением, что фильм «неуважителен к нашей религии и не отражает наших ценностей и этических норм». The Washington Post сообщала о растущем в стране недовольстве по отношению к США. Чиновник южнокорейского министерства культуры и туризма заявил, что «„Умри, но не сейчас“ был неподходящим фильмом в неподходящее время»[10].
- Пистолет Бонда — Walther P99.